# Gornje Ladanje
Gornje Ladanje – wieś w Chorwacji, w żupanii varażdińskiej, w gminie Vinica. W 2011 roku liczyła 949 mieszkańców.